# Harvey Mandel
Harvey Mandel, född 11 mars 1945 i Detroit, Michigan, är en amerikansk blues- och rockgitarrist. 
Mandel, som föddes i Detroit men växte upp utanför Chicago, ingick i mitten av 1960-talet i Charlie Musselwhites band och debuterade som soloartist med albumet Cristo Redentor 1968. I augusti året därpå rekryterades han till Canned Heat, vars gitarrist Henry Vestine fått sparken på grund av sitt bruk av droger. Mandel hade bara tillhört Canned Heat några dagar när han framträdde med bandet på Woodstockfestivalen. I slutet av 1969 medverkade han på gruppens album Future Blues men när det släpptes sommaren 1970 hade han redan lämnat gruppen tillsammans med basisten Larry Taylor. De båda började i stället samarbeta med John Mayall och medverkade på dennes album USA Union (1970). 
Längre fram spelade Mandel med bland andra Don "Sugarcane" Harris. Redan före tiden i Canned Heat hade Mandel erhållit smeknamnet "The Snake", som också är titeln på ett av hans soloalbum från början av 1970-talet. I mitten av decenniet var han påtänkt som efterträdare till Mick Taylor i Rolling Stones men deras val föll på Ron Wood.
Mandel som blivit känd för sin experimentella teknik har sedan 1970-talet främst arbetat med soloprojekt, vilka bland annat har resulterat i album som Baby Batter (1971), The Snake (1972), Shangrenade (1973), Planetary Warrior (1997) och Lick This (2000). Flera gånger har Mandel återförenats med Canned Heat och från 2010 är han återigen fast medlem i bandet. På grund av cancer-sjukdom är Mandel sedan 2013 tillfälligt ersatt av John Paulus. Mandel verkar dock ha lyckats bekämpa sjukdomen.

## Diskografi
- 1968 – Cristo Redentor
- 1969 – Righteous
- 1970 – Games Guitars Play
- 1971 – Baby Batter
- 1971 – Electronic Progress
- 1972 – Get Off in Chicago
- 1972 – The Snake
- 1973 – Shangrenade
- 1974 – Feel the Sound of Harvey Mandel
- 1994 – Twist City
- 1995 – Snakes & Stripes
- 1997 – Planetary Warrior
- 2000 – Emerald Triangle
- 2000 – Lick This
- 2003 – West Coast Killaz